# Püssi
Püssi (historischer deutscher Name Neu-Isenhof) ist eine Stadt im Nordosten Estlands. Bis 2013 war sie eine eigenständige Stadtgemeinde, seither ist sie Teil der Landgemeinde Lüganuse.

## Lage und Einwohnerschaft

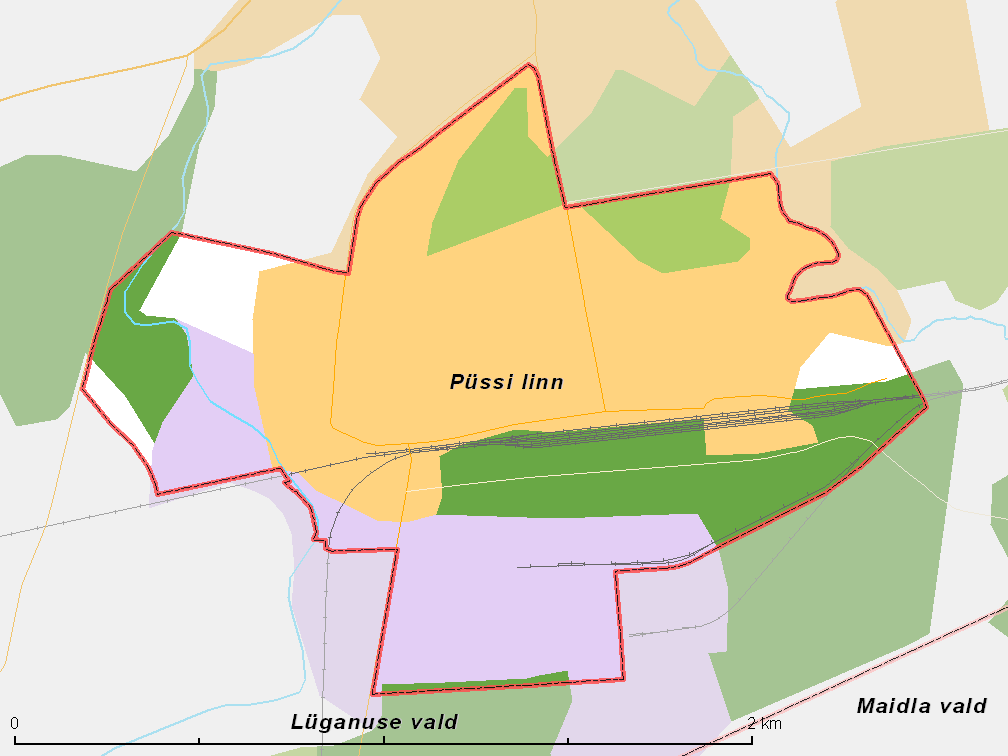
Stadtplan

Püssi liegt im Landkreis Ida-Viru. Die Stadt liegt am Ostufer des Flusses Purtse und am Westufer des Flusses Roodu. Die Entfernung nach Tallinn beträgt 142 km; nach Narva sind es 68 km.
Die Stadt hat 1.212 Einwohner (Stand 1. Januar 2013). Die Bevölkerung ist zur Hälfte estnischsprachig, zur Hälfte russischsprachig.

## Geschichte
Eine menschliche Besiedlung des Ortes geht weit in die Geschichte zurück. Bei Bauarbeiten in der zweiten Hälfte des 19. Jahrhunderts wurden bei Püssi Kunstgegenstände aus der mittleren Eisenzeit gefunden.
Der Hof Püssi wurde erstmals 1472 als Püssz erwähnt. Nahe dem einstigen Gutshof, der den deutschen Namen Neu-Isenhof trug, war am Purtse-Fluss ein Sägewerk in Betrieb. Zu dieser Zeit war die Gegend ein schwer zu durchdringendes Moorgebiet mit ausgedehnten Wäldern. Im heutigen Stadtwappen sind die Zähne einer Holzsäge und die Flüsse angedeutet, an denen Püssi liegt. Das Grün weist auf den Waldreichtum der Gegend hin.
Mit dem Bau der Eisenbahnstrecke von Paldiski über Tallinn und Narva nach Sankt Petersburg 1869/70 begann der Aufschwung des Ortes. Die Lage an der wichtigen Verkehrsverbindung ließ die Bevölkerungszahl wachsen. Im Zeichen der zunehmenden Industrialisierung Estlands entstand die heutige Stadt in den 1920er Jahren um den Bahnhof herum. In zwei Jahren wurde das Bahnhofsgebäude von Püssi fertiggestellt. In den 1930er Jahren entstand am Ort ein Elektrizitätswerk. Es war von 1937 bis 1973 in Betrieb. Der Schornstein ist 72 m hoch.
Während des Zweiten Weltkriegs wurde Püssi stark zerstört. Die meisten Häuser wurden durch den Krieg in Mitleidenschaft gezogen. Die deutsche Wehrmacht sprengte die Turbinen und Kessel des Kraftwerks. Auch der Bahnhof wurde 1944 ein Opfer des Krieges. Ein neues Bahnhofsgebäude wurde 1950 erbaut.
Der ältere Teil der Stadt befindet sich heute entlang der Bahnstrecke und in der Umgebung des Elektrizitätswerks. Die niedrigen Häuser wurden in den 1950er Jahren in sowjetischer Typenbauweise errichtet. Der Stadtbezirk in Richtung von Lüganuse wurde in den 1980er Jahren erbaut. Er wird von je ca. 300 m langen, dreigeschossigen Wohnhäusern geprägt.
Wahrzeichen von Püssi ist der hohe, kegelförmig aufragende Ascheberg in der Nähe des Ortes. Er entstand als Ablagerung des seit den 1930er Jahren in der Nähe geförderten Ölschiefers. Das Gelände wird heute für Motocross-Rennen genutzt.
Püssi wurde 1954 der Rang eines Großdorfs (alevik) verliehen. Seit 1993 hat es die Stadtrechte.

## Wirtschaft

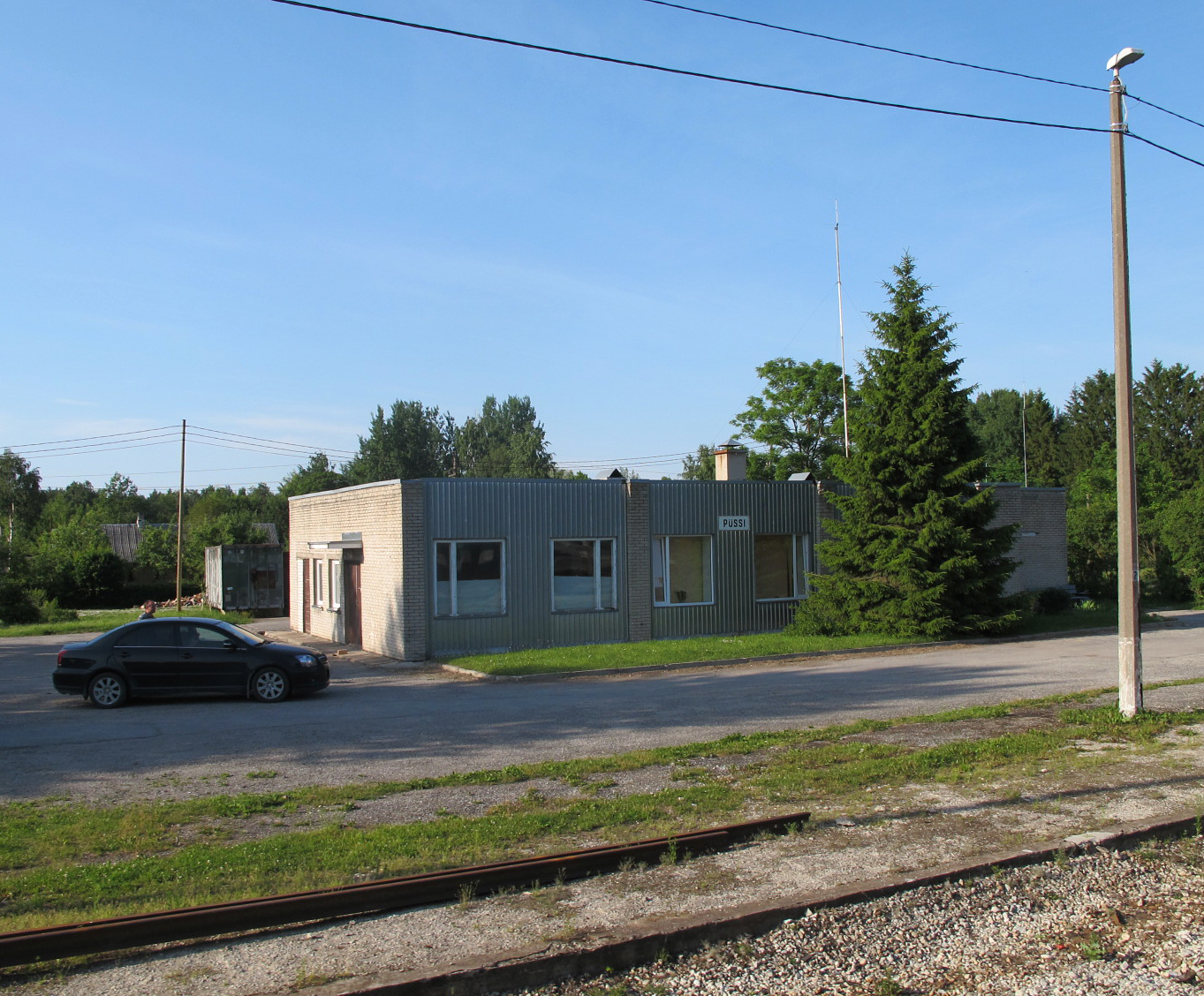
Das 1950 errichtete Bahnhofsgebäude mit seinem 180 m langen Bahnsteig

In den 1970er Jahren wurde ein Kombinat für Holz- und Baustoffe in Püssi gegründet. Heute befinden sich hier die holzverarbeitenden Betriebe Repo Vabrikud und Skano Group.

## Kultur
In Püssi befinden sich ein Kulturhaus, eine Bibliothek sowie ein Jugendzentrum. Seit 2005 findet in der Stadt das Püssi Punk Festival mit einheimischen und internationalen Bands statt.
Im Ort gibt es keine weiterführende Schule. Die örtlichen Kinder besuchen die Bildungseinrichtungen in Kiviõli oder Lüganuse. Auf dem Gebiet von Lüganuse liegt das historische Gutshaus von Püssi (Neu-Isenhof), in dessen Ruinen von 1924 bis 1926 die heutige Schule errichtet wurde.

## Söhne und Töchter der Stadt
Die bekannteste Persönlichkeit ist der deutschbaltische Maler Carl Timoleon von Neff, der 1804 auf dem Gutshof Püssi geboren wurde. Der Eishockeyspieler Aleksandr Petrov wurde 1983 hier geboren.